# Serie A 1900-1901
La Serie A 1900-1901 è stata la 4ª edizione della massima divisione del campionato svizzero di calcio e vide la vittoria finale del Grasshoppers.

## Stagione

### Formula
Le dieci squadre partecipanti vennero suddivise in due gironi geografici e si affrontarono in un girone all'italiana. 

Le squadre vincitrici del rispettivo girone si qualificarono successivamente per la finale per contendersi il titolo.

## Squadre partecipanti
| Club              | Città             |
| ----------------- | ----------------- |
| Basilea           | Basilea           |
| Berna             | Berna             |
| Fire Files Zurigo | Zurigo            |
| Fortuna Basilea   | Basilea           |
| Grasshoppers      | Zurigo            |
| La Chaux-de-Fonds | La Chaux-de-Fonds |
| Neuchâtel         | Neuchâtel         |
| Old Boys Basilea  | Basilea           |
| Servette          | Ginevra           |
| Zurigo            | Zurigo            |

## Torneo

### Girone Est

#### Classifica finale
|  | Pos. | Squadra           | Pt | G  | V | N | P | GF | GS | DR  |
|  | ---- | ----------------- | -- | -- | - | - | - | -- | -- | --- |
|  | 1.   | Grasshoppers      | 18 | 10 | 9 | 0 | 1 | 55 | 13 | +42 |
|  | 2.   | Zurigo            | 17 | 10 | 8 | 1 | 1 | 42 | 12 | +30 |
|  | 3.   | Fire Files Zurigo | 10 | 10 | 4 | 2 | 4 | 16 | 20 | -4  |
|  | 4.   | Old Boys Basilea  | 7  | 10 | 3 | 1 | 6 | 10 | 35 | -25 |
|  | 5.   | Basilea           | 6  | 10 | 2 | 2 | 6 | 21 | 35 | -14 |
|  | 6.   | Fortuna Basilea   | 2  | 10 | 1 | 0 | 9 | 6  | 35 | -29 |

Legenda:
      Qualificato alla finale.
Note:
Due punti a vittoria, uno a pareggio, zero a sconfitta.

### Girone Ovest

#### Classifica finale
|  | Pos. | Squadra           | Pt | G | V | N | P | GF | GS | DR |
|  | ---- | ----------------- | -- | - | - | - | - | -- | -- | -- |
|  | 1.   | Berna             | 10 | 6 | 5 | 0 | 1 | 16 | 12 | +4 |
|  | 2.   | La Chaux-de-Fonds | 6  | 6 | 3 | 0 | 3 | 13 | 10 | +3 |
|  | 3.   | Servette          | 4  | 6 | 2 | 0 | 4 | 10 | 11 | -1 |
|  | 4.   | Neuchâtel         | 4  | 6 | 2 | 0 | 4 | 7  | 13 | -6 |

Legenda:
      Qualificato alla finale.
Note:
Due punti a vittoria, uno a pareggio, zero a sconfitta.

### Finale
| Aarau 31 marzo 1901 | Grasshoppers | 2 – 0 | Berna |  |

| Aarau 14 aprile 1901 | Grasshoppers | 2 – 0 | Berna |  |

## Verdetto finale
- Grasshoppers campione di Svizzera 1900-1901.